# Brian Savage
Brian Arthur Savage (* 24. Februar 1971 in Sudbury, Ontario) ist ein ehemaliger kanadischer Eishockeyspieler, der im Verlauf seiner aktiven Karriere zwischen 1990 und 2006 unter anderem 713 Spiele für die Canadiens de Montréal, Phoenix Coyotes, St. Louis Blues und Philadelphia Flyers in der National Hockey League auf der Position des rechten Flügelstürmers bestritten hat. Seinen größten Karriereerfolg feierte Savage im Trikot der kanadischen Nationalmannschaft mit dem Gewinn der Silbermedaille bei den Olympischen Winterspielen 1994.

## Karriere
Brian Savage begann seine Karriere als Eishockeyspieler in seiner Heimatstadt beim Juniorenteam Sudbury Cubs, für das er in der Saison 1989/90 aktiv war. Anschließend besuchte er drei Jahre lang die Miami University, für deren Eishockeymannschaft er parallel zu seinem Studium in der Central Collegiate Hockey Association spielte. In diesem Zeitraum wurde er zudem im NHL Entry Draft 1991 in der achten Runde als insgesamt 171. Spieler von den Canadiens de Montréal ausgewählt. Die Saison 1993/94 begann der Flügelspieler mit dem Team Canada bei dessen Olympiavorbereitung und beendete sie bei den Canadiens de Montréal in der National Hockey League sowie bei deren Farmteam Fredericton Canadiens aus der American Hockey League. Ab der Saison 1994/95 spielte er ausschließlich bei den Canadiens de Montréal in der NHL, wo er sich zum Führungsspieler entwickelte. Den Großteil der Saison 1999/2000 verpasste er aufgrund einer Nackenverletzung. 
Im Januar 2002 wurde Savage zusammen mit einem Drittrundenwahlrecht für den NHL Entry Draft 2002 im Tausch gegen den Russen Sergei Beresin an die Phoenix Coyotes abgegeben. Dort blieb er saisonübergreifend zwei Jahre lang, ehe er gegen Ende der 2003/04 von den St. Louis Blues verpflichtet. Nachdem die Saison 2004/05 aufgrund eines Lockouts ausgefallen war, spielte er in der Saison 2005/06 für die Philadelphia Flyers in der NHL. Anschließend beendete er seine Karriere im Alter von 35 Jahren.   

### International
Für Kanada nahm Savage an den Weltmeisterschaften 1993 und 1999 sowie den Olympischen Winterspielen 1994 in Lillehammer teil. Bei den Winterspielen 1994 gewann er mit seiner Mannschaft die Silbermedaille.

## Erfolge und Auszeichnungen
- 1993 CCHA First All-Star Team
- 1993 CCHA Player of the Year
- 1993 NCAA West Second All-American Team

### International
- 1994 Silbermedaille bei den Olympischen Winterspielen

## Karrierestatistik

### International
Vertrat Kanada bei:
- Weltmeisterschaft 1993
- Olympischen Winterspielen 1994
- Weltmeisterschaft 1999

(Legende zur Spielerstatistik: Sp oder GP = absolvierte Spiele; T oder G = erzielte Tore; V oder A = erzielte Assists; Pkt oder Pts = erzielte Scorerpunkte; SM oder PIM = erhaltene Strafminuten; +/− = Plus/Minus-Bilanz; PP = erzielte Überzahltore; SH = erzielte Unterzahltore; GW = erzielte Siegtore; 1 Play-downs/Relegation; Kursiv: Statistik nicht vollständig)

## Familie
Brian Savages Onkel Floyd Hillman, Larry Hillman und Wayne Hillman waren ebenfalls professionelle Eishockeyspieler und waren alle auch in der National Hockey League aktiv. 